# Eurocopter UH-72 Lakota
Eurocopter UH-72 Lakota je lehký dvoumotorový víceúčelový vrtulník s čtyřlistým nosným rotorem. Jedná se o vojenskou variantu civilního vrtulníku Eurocopter EC 145. Výrobcem je American Eurocopter, divize společnosti EADS North America a člen evropské skupiny Eurocopter. Vrtulníky byly na trh uvedeny jako výsledek amerického vojenského programu LUH (anglicky Light Utility Helicopter, lehký užitkový vrtulník). Výrobce získal v říjnu 2006 kontrakt na výrobu 345 kusů, které mají nahradit zastaralé vrtulníky Bell UH-1 Iroquois a Bell OH-58 Kiowa v americké armádě a Národní gardě.

## Vývoj
V roce 2004 rozhodlo americké ministerstvo obrany a Armáda Spojených států amerických o ukončení programu, ve kterém byl vyvinut bitevní a transportní vrtulník Boeing/Sikorsky RAH-66 Comanche. Finance byly určeny pro nový program, který nahradil vývoj vrtulníků RAH-66 Comanche.

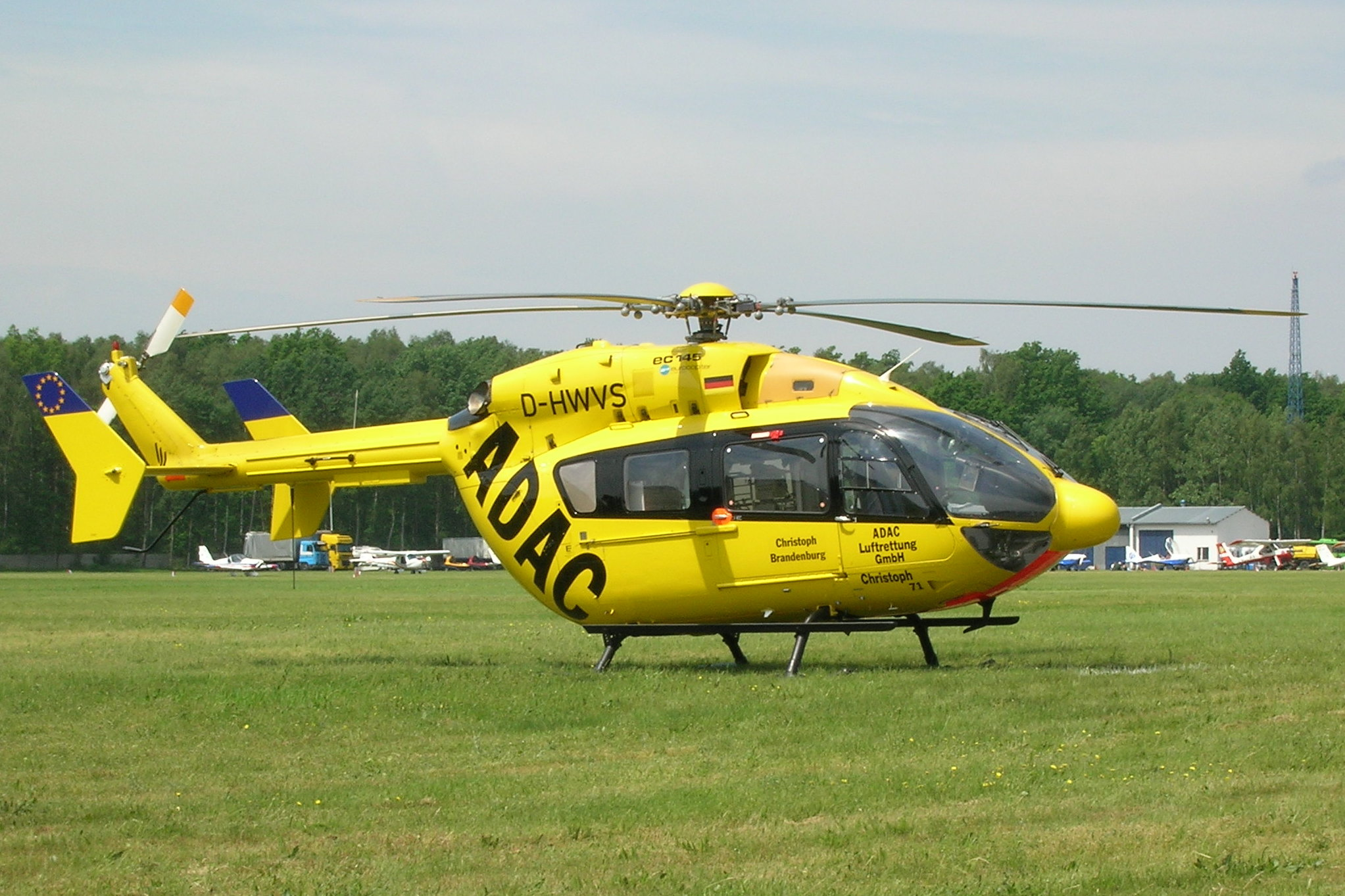
Civilní vrtulník Eurocopter EC 145, ze kterého byl vyvinut vojenský stroj UH-72 Lakota

Na počátku roku 2004 byl zahájen program LUH (anglicky Light Utility Helicopter, lehký užitkový vrtulník), podle něhož mělo být dodáno na počátku 322 kusů lehkých vojenských vrtulníků pro transportní účely, leteckou podporu pozemních vojsk, lékařskou evakuační službu v bojových podmínkách (MEDEVAC) a pro cvičné účely. Bylo přijato celkem pět návrhů civilních vrtulníků, které měly být v programu upraveny pro vojenské účely: Bell 210, Bell 412, MD Helicopters MD Explorer, AgustaWestland AW139 a Eurocopter UH-145 jako varianta civilního vrtulníku Eurocopter EC 145.
30. června 2006 armáda oznámila, že vítězem se stala společnost EADS North America se strojem UH-145. Hodnota zakázky byla odhadnuta na tři miliardy amerických dolarů. V srpnu téhož roku byl americkým ministerstvem obrany změněn původní název vrtulníku UH-145 na nový název UH-72A. Podle dlouholeté tradice americké armády, která dávala vrtulníkům indiánská jména, získal vrtulník později název Lakota.
Plné výroby vrtulníků bylo dosaženo 23. srpna 2007. Americké armádě bude do roku 2017 dodáno 345 nových kusů UH-72A. Vrtulníky jsou vyráběny v závodě společnosti American Eurocoper v Columbusu ve státě Mississippi.

## Varianty

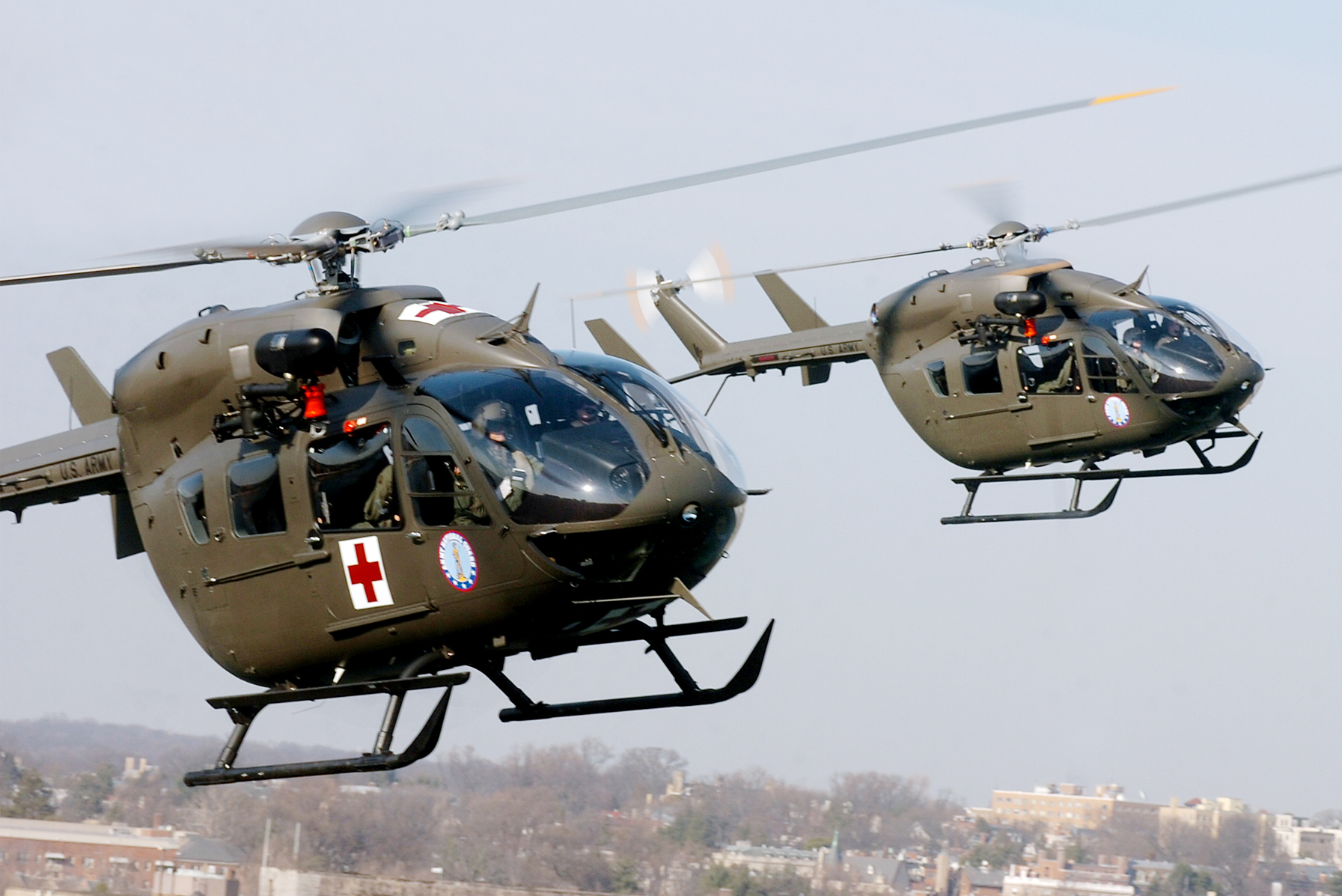
Vrtulníky UH-72A Lakota, v popředí lékařská varianta

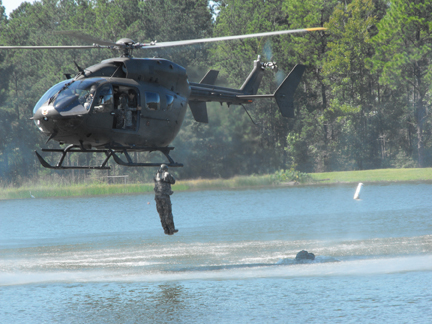
Vrtulník UH-72A při záchranné akci

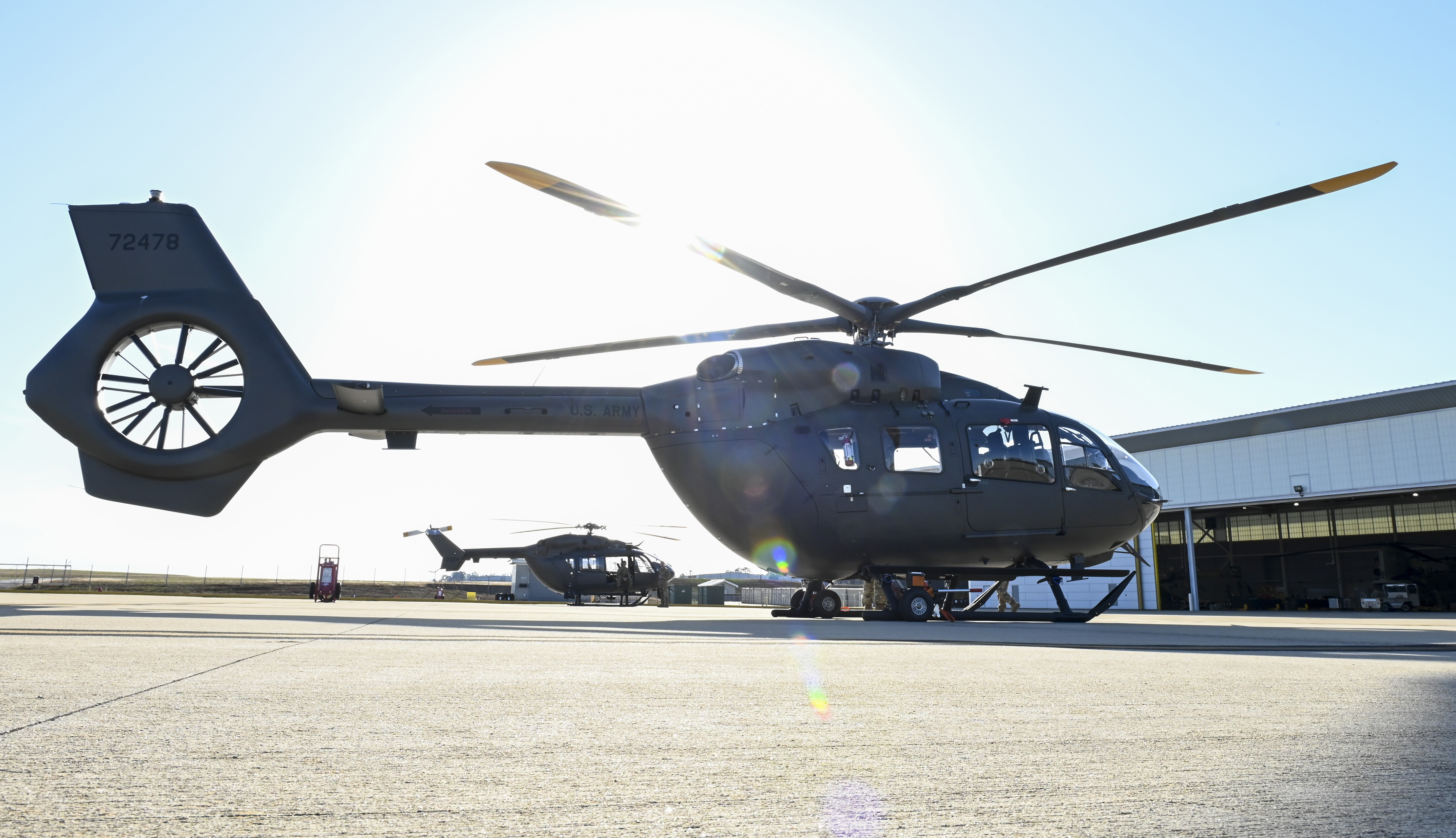
Vrtulník UH-72B Lakota Národní gardy státu Jižní Karolína

UH-72A Lakota
Nevyzbrojená armádní užitková varianta vrtulníku Eurocopter EC 145.
UH-72B Lakota
Modernizovaná užitková varianta s fenestronem, pětilistým hlavním rotorem, výkonnějšími motory a moderním avionickým systémem Airbus Helionix, založená na civilní verzi H145M.
AAS-72X
Navrhovaná vyzbrojená varianta UH-72.
AAS-72X+
Vyzbrojená armádní varianta vrtulníku Eurocopter EC 145 T2 vybavená výkonnějšími motory, fenestronem  a plně digitálním skleněným kokpitem.
UH-72B Unmanned Logistics Connector (ULC)
Bezpilotní varianta odvozená z verze UH-72B testovaná USMC Aviation v rámci výběrového řízení Aerial Logistics Connector na budoucí zásobovací systém předsunutých jednotek a základen.

## Uživatelé
Spojené státy americké
- Armáda Spojených států amerických
- Námořnictvo Spojených států amerických

## Specifikace (UH-72A)
Data podle specifikací UH-72 na stránkách výrobce.

### Technické údaje
- Posádka: 2 piloti
- Užitečná zátěž: 8 osob nebo 1793 kg vnitřního nákladu
- Délka: 13,03 m
- Výška: 3,45 m
- Průměr nosného rotoru: 11,0 m
- Plocha nosného rotoru: 94,98 m²
- Prázdná hmotnost: 1792 kg
- Maximální vzletová hmotnost: 3585 kg
- Pohonná jednotka: 2× turbohřídelový motor Turbomeca Arriel 1E2, každý o výkonu 551 kW

### Výkony
- Maximální rychlost: 269 km/h
- Cestovní rychlost: 246 km/h
- Stoupavost: 8,13 m/s
- Dostup: 5791 m
- Dolet: 685 km